# Castiadas
Castiadas è un comune italiano sparso di 1 735 abitanti della città metropolitana di Cagliari.

## Storia
Il territorio di Castiadas è abitato dall'uomo sin dal periodo prenuragico e nuragico. Alcune testimonianze dimostrano una frequentazione anche nel periodo punico e romano.
Nel medioevo il territorio, dove sorgevano vari villaggi (ville di Colostrai o Tolostrai,
Archulenti, Menori, Mamussi, Platais de Castiadas, Villa maior de
Ponti, Sant' Elene Villa Maioris, Villa Nova de Castiadas) poi scomparsi, fece parte del Giudicato di Cagliari, nella curatoria di Colostrai, poi passata al Giudicato di Gallura, alla Repubblica di Pisa e infine al Regno di Sardegna nella Corona d'Aragona.
Le prime tracce dell'odierno abitato risalgono al villaggio di Villanova Castiadas, abbandonato però nel Cinquecento per via delle frequenti pestilenze e dei casi di malaria tipici di quei tempi.

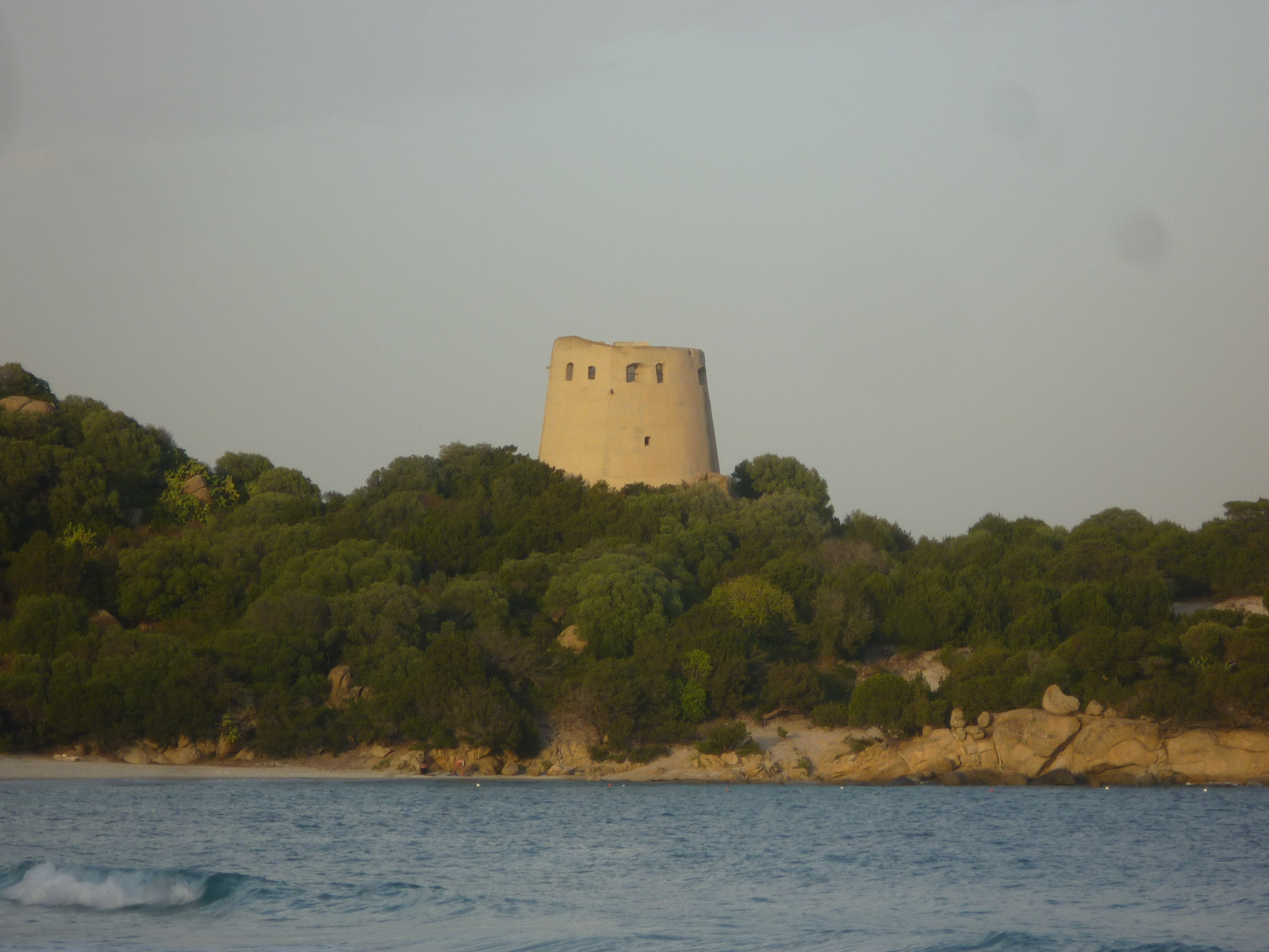
La torre di Cala Pira eretta nel 1639 a difesa del litorale

Intorno alla metà del XVIII secolo, tale Giovanni Maria Mameli chiese e ottenne dal governo sabaudo del Regno di Sardegna, la concessione delle terre dell'antica e spopolata Villacastiadas, al fine di colonizzarle e impiantarvi allevamenti di bestiame e di piante agrarie. Nel 1752 iniziò la creazione del centro. Dopo la scomparsa dell'imprenditore, il comprensorio tornò al conte di Quirra e il territorio venne nuovamente abbandonato.
Alla metà Ottocento, la zona venne bonificata col fine di erigere una colonia agricola penale, chiusa in seguito negli anni cinquanta e da qualche anno riconvertita a museo. Furono così attirati nuovi colonizzatori che, lentamente, iniziarono a creare varie borgate.
Nel secondo dopoguerra Castiadas, all'epoca appartenente al comune di Muravera, visse una fase di espansione, su spinta dell'ETFAS (Ente di Trasformazione Fondiaria e Agraria della Sardegna), che portò alla nascita delle borgate dell'Annunziata e di Olia Speciosa, oltre alla valorizzazione di quelle di Sabadi, Ortedusu e San Pietro. Molti dei suoi abitanti provenivano dai centri circostanti di Villasimius, Muravera ecc. ma importante fu anche il contributo degli italo-tunisini i quali avevano lasciato per sempre il paese nord-africano.
Con la legge regionale numero 24 dell'11 marzo 1986, infine, Castiadas fu eretto in comune, attraverso l'aggregazione di alcune frazioni già ricomprese nei comuni di Villaputzu, San Vito e Muravera.

### Simboli
Lo stemma e il gonfalone del comune di Castiadas sono stati concessi con decreto del presidente della Repubblica dell'8 aprile 1999.
Il gonfalone è un drappo di giallo.

## Monumenti e luoghi d'interesse

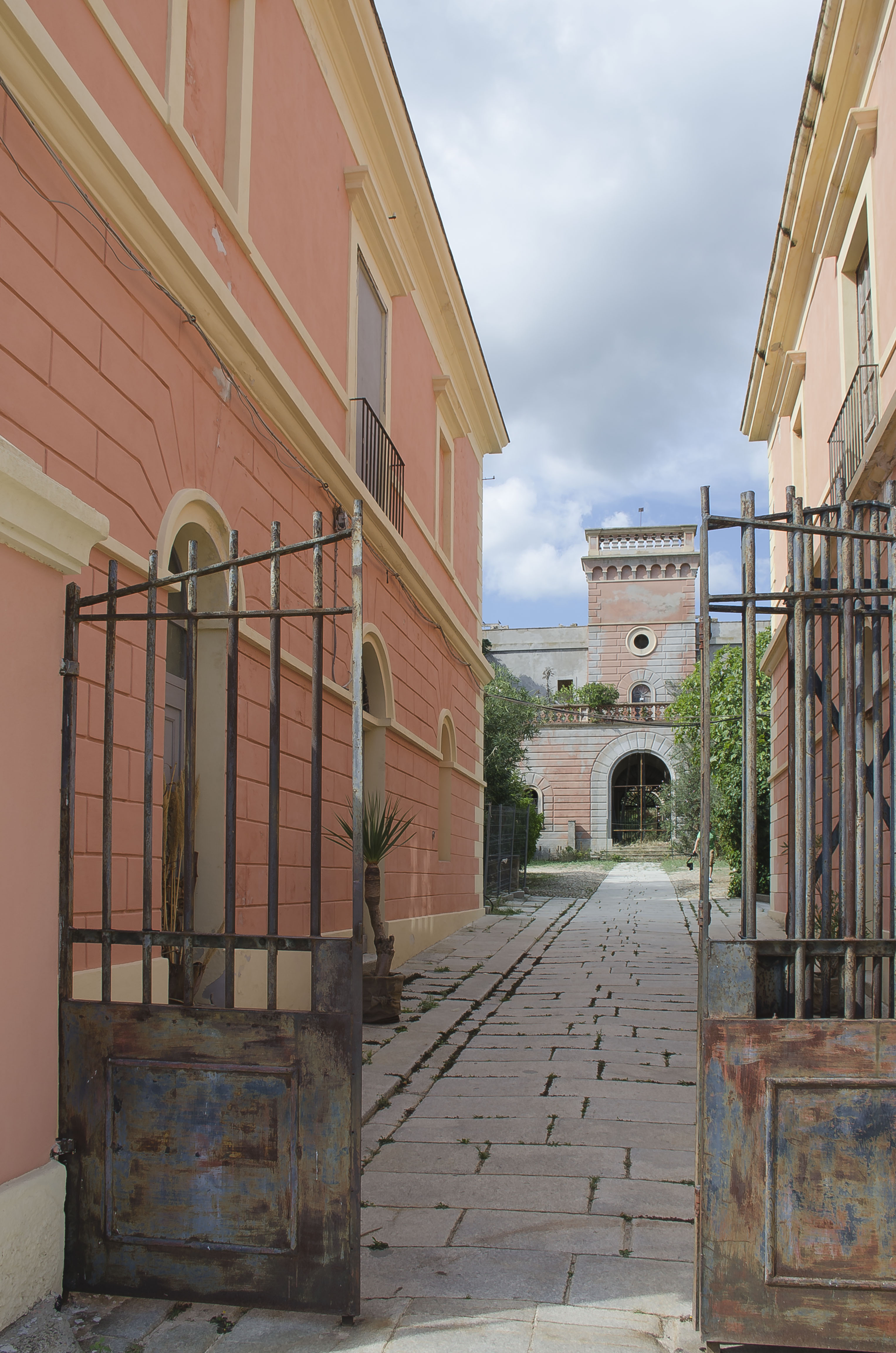
Colonia penale

### Architetture religiose
- Chiesa di San Basilide

### Architetture militari
- Torre di Cala Pira
- Ex colonia penale

### Aree di interesse naturalistico

#### Spiagge
- Spiaggia di Santa Giusta.
- Cala Sant’Elmo
- Spiaggia di Cannisoni

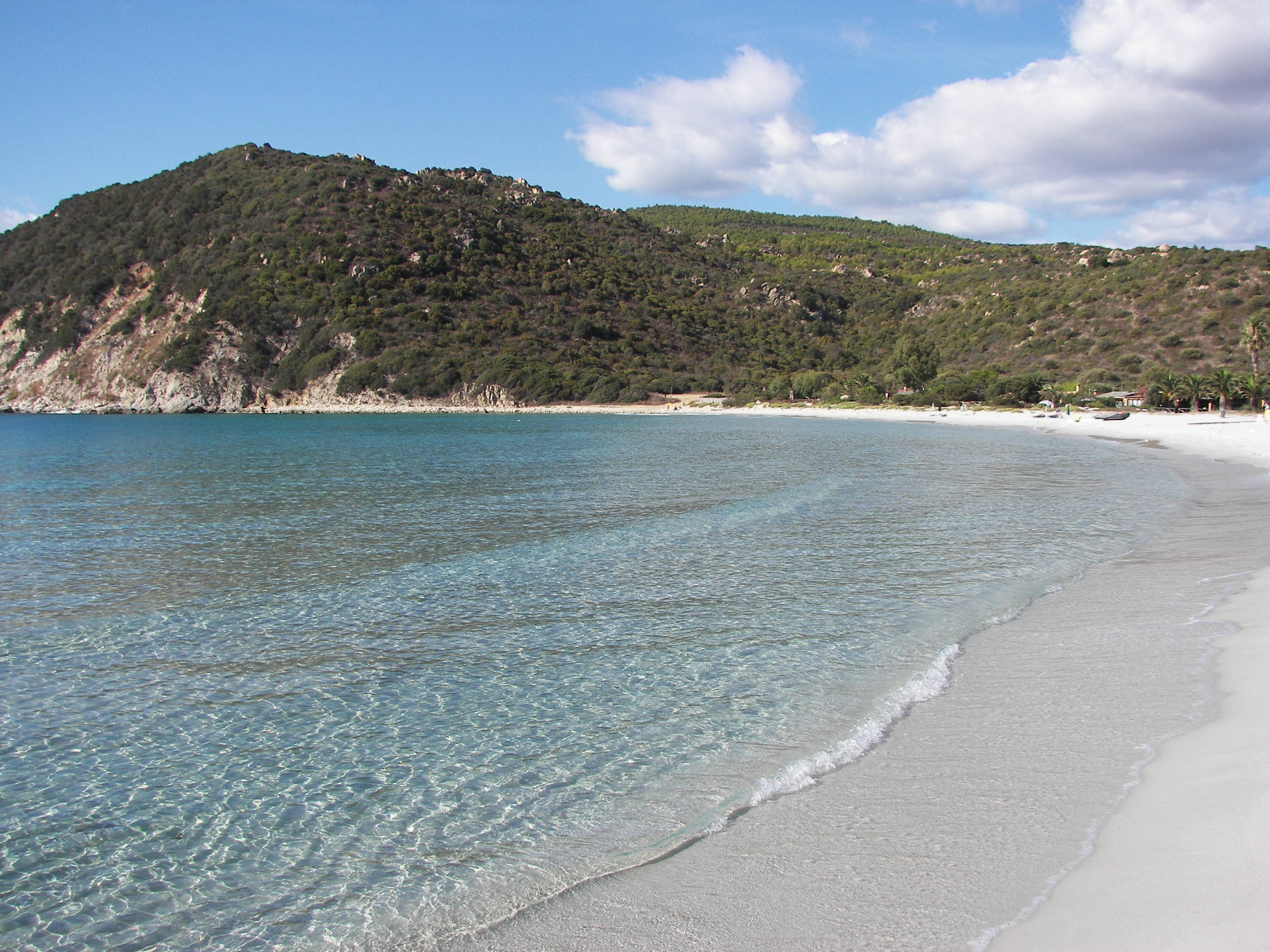
Cala Pira

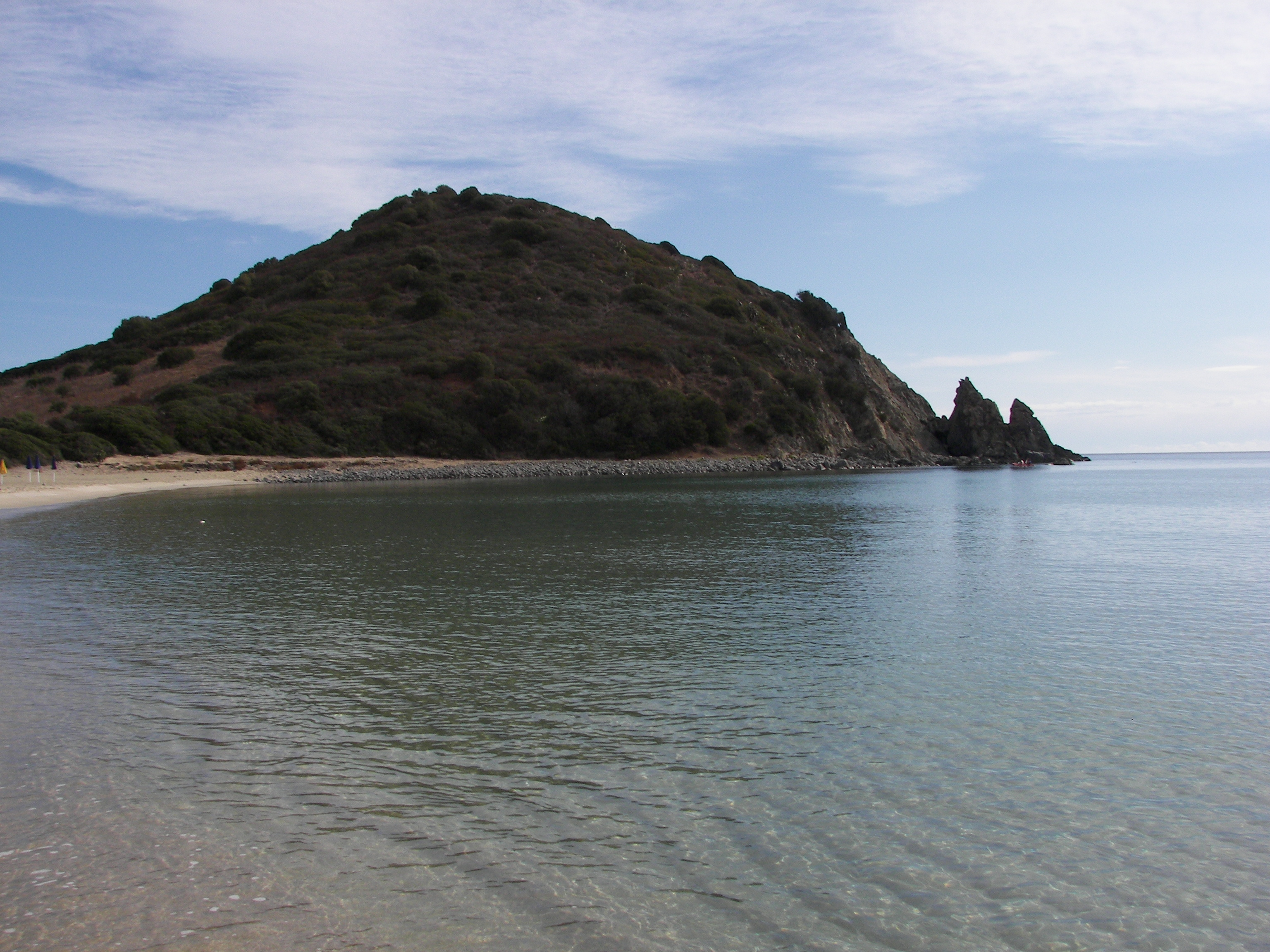
Spiaggia di Sant'Elmo

- Spiaggia di San Pietro, nota come Cala Marina
- Cala Sìnzias
- Cala Pira

## Società

### Evoluzione demografica
Abitanti censiti

### Etnie e minoranze straniere
Al 31 dicembre 2015 gli stranieri residenti nel comune di Castiadas sono 49, pari al 3% circa della popolazione totale. Tra le nazionalità più rappresentate troviamo:
| Pos. | Cittadinanza | Popolazione |
| ---- | ------------ | ----------- |
| 1    | Romania      | 13          |
| 2    | Marocco      | 10          |

### Lingue e dialetti
La variante del sardo parlata a Castiadas è il campidanese occidentale.

### Tradizioni e folclore
Il patrono del paese è san Giovanni Battista, che si festeggia durante l'ultimo fine settimana di giugno. Altra ricorrenza è, il 15 agosto, la festa dell'Assunta.

## Geografia antropica
Il comune di Castiadas presenta caratteristiche di comune sparso, con le seguenti borgate:
- Camisa (9,73 km² - 260 ab.) e L'Annunziata, sino al 1986 del comune di Villaputzu.
- Buddui, precedentemente del comune di San Vito.
- Castiadas centro, Olia Speciosa (sede della casa comunale), Sabadi, Monte Gruttas, Masone Pardu, Maloccu, Capucciu, Orteduso, Sitò, Masone Murtas, San Pietro, Cala Pira, Cala Sinzias e Santa Giusta, in precedenza appartenenti al comune di Muravera.

## Economia
L'economia del comune, per decenni basata su agricoltura e pastorizia, oggi si basa in buona parte anche sul turismo, grazie ai vari insediamenti presenti lungo la costa.

## Amministrazione

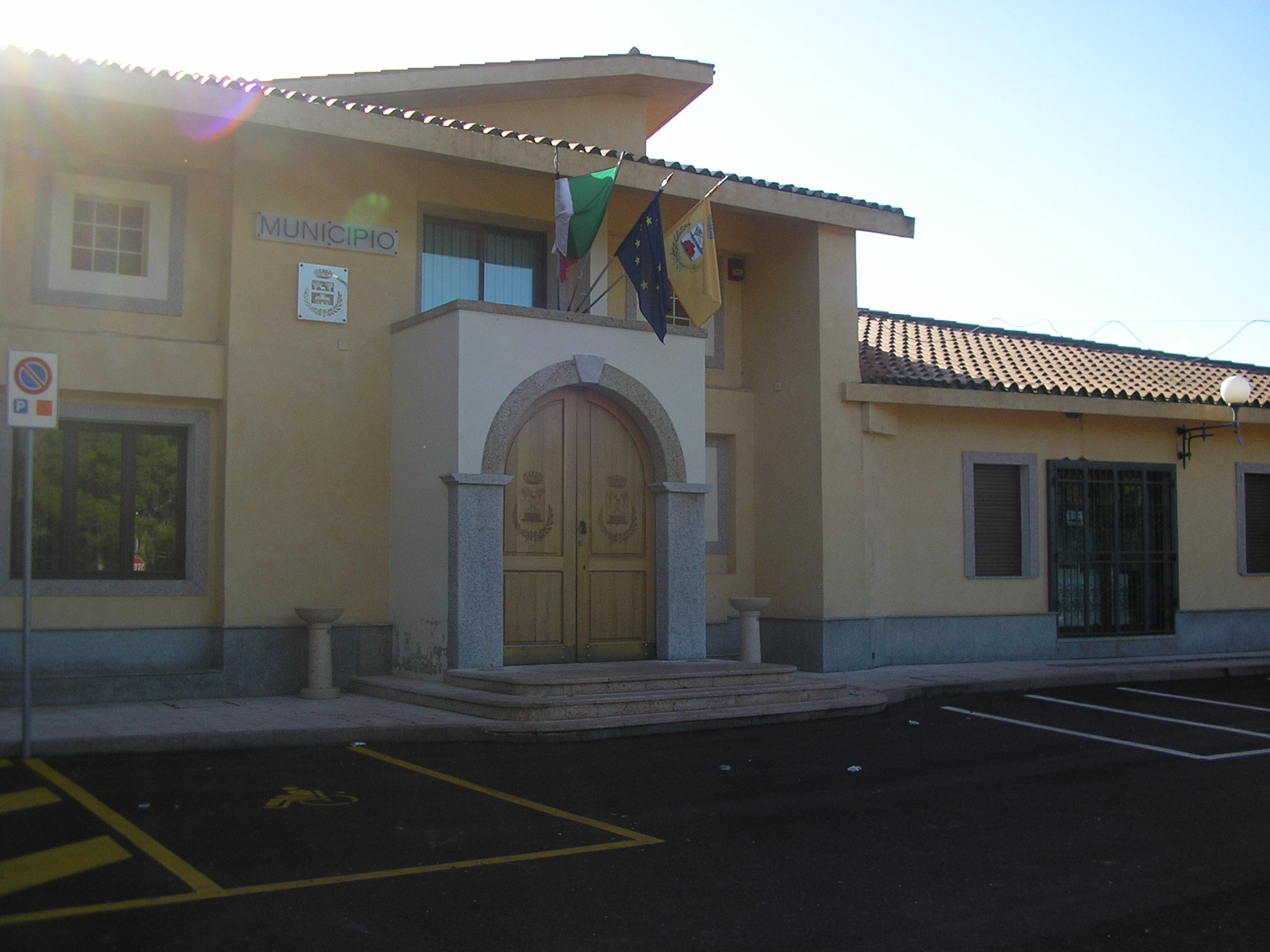
Il municipio

Il gonfalone comunale

| Periodo        | Periodo        | Primo cittadino        | Partito                                         | Carica                    | Note |
| -------------- | -------------- | ---------------------- | ----------------------------------------------- | ------------------------- | ---- |
| 01 agosto 1986 | 18 giugno 1992 | Piero Sanna            | Partito Comunista Italiano                      | Sindaco                   |      |
| 18 giugno 1992 | 28 aprile 1997 | Eugenio Murgioni       | Democrazia Cristiana                            | Sindaco                   |      |
| 28 aprile 1997 | 14 maggio 2001 | Eugenio Murgioni       | Lista civica                                    | Sindaco                   |      |
| 14 maggio 2001 | 30 maggio 2006 | Eugenio Murgioni       | Lista civica                                    | Sindaco                   |      |
| 30 maggio 2006 | 07 luglio 2006 | Eugenio Murgioni       | Lista civica                                    | Sindaco                   |      |
| 07 luglio 2006 | 27 maggio 2007 | Salvatore Carlo Maffei |                                                 | Commissario Straordinario |      |
| 27 maggio 2007 | 11 giugno 2012 | Quintino Sollai        | Lista civica                                    | Sindaco                   |      |
| 11 giugno 2012 | 12 giugno 2017 | Quintino Sollai        | Lista civica                                    | Sindaco                   |      |
| 12 giugno 2017 | 13 giugno 2022 | Eugenio Murgioni       | Lista civica "Riprendiamoci il futuro"          | Sindaco                   |      |
| 13 giugno 2022 | in carica      | Eugenio Murgioni       | Lista civica "Cuore al passato occhi al futuro" | Sindaco                   |      |

## Infrastrutture e trasporti

### Aviosuperficie
In località Maloccu si trova un'aviosuperficie che viene usata per voli turistici. Inoltre in questa è ospitata anche una scuola di paracadutismo.